# Йоркшир
Йо́ркшир (англ. Yorkshire, [ˈjɔːrkʃər]) — историческое графство в северной Англии, самое большое территориальное образование такого рода в регионе. Площадь 15713,33 км².
Поверхность графства чрезвычайно разнообразна: на северо-западе находятся самые высокие горы в Англии, в других местах голые болота, чередующиеся с плодороднейшими областями. Все реки, кроме Тис и Риббль, принадлежат к бассейну Узы и Хамбера. В XX веке графство занимало первое место по земледелию и скотоводству. Западная часть графства богата полезными ископаемыми и имеет развитую промышленность. Йоркшир делится на северный, западный и восточный райдинги (от древнеанглийского þriding,  что означает «треть»).

## Археология
В ходе антропологического анализа материалов из могильников восточного Йоркшира были получены интересные сведения о физическом состоянии населения этого региона в последние века до н. э. Средний рост мужчин был примерно 1,71 м, женщин — 1,58 м. Большинство мужчин умирало в возрасте 20, 30 или в начале 40 лет, для женщин этот возраст был ещё меньше — 18—20 лет. Многие имели заболевания опорно-двигательного аппарата, но зубы были неплохие, особенно у мужчин. 
Предполагается, что культура Аррас в Восточном Йоркшире сформировалась с участием переселенцев с континента, в частности, из восточной Галлии. Недаром местное население позднего железного века, известное по письменным источникам, называлось «паризии», так же как одно из кельтских племён, давшее своё имя столице Франции. Но это только предположение, поскольку между британскими и французскими памятниками существует много различий. 
Культура Аррас известна, главным образом по могильникам. Выявленные в последние годы на её территории поселения только начинают исследоваться археологами.

## Достопримечательности
- Замок Хелмсли
- Замок Скарборо